# Litsea microphylla
Litsea microphylla är en lagerväxtart som först beskrevs av Adolph Daniel Edward Elmer, och fick sitt nu gällande namn av Elmer Drew Merrill. Litsea microphylla ingår i släktet Litsea och familjen lagerväxter. Inga underarter finns listade i Catalogue of Life.